# Фердинанд Александров
Фердинанд Александров Канджов (Фердо) е деец на БРП (к). Участник в партизанското движение по време на Втората световна война. Български партизанин от Бъркашката партизанска чета.

## Биография
Фердинад Александров е роден на 30 май 1912 г. в с. Тръстеник, Плевенско. Като ученик е член на РМС. Завършва Машино-тракторен техникум. Член на БРП (к).
Участва в партизанското движение по време на Втората световна война. Член на Окръжното ръководство на БРП (к) в гр. Плевен и негов секретар. Поради предстоящ арест от силите на реда, преминава в нелегалност и става партизанин. Заедно със Слави Алексиев, Васил Топалски, Пело Пеловски и Цветан Спасов организира партизанското движение в Плевенско.  Арестуван и осъден на смърт по ЗЗД от Плевенския областен военен съд. Екзекутиран на 17 декември 1943 г. в Плевенския затвор.